# 大谷舞風
大谷 舞風（おおたに まいか、1998年1月15日 - ）は、NHKのアナウンサー。

## 人物・経歴
兵庫県西宮市出身。神戸大学附属中等教育学校、関西学院大学社会学部卒業。
2017年度のミスキャンパス関西学院大学に出場し、準グランプリに選出された。
また大学時代はセント・フォースカレッジでアナウンサー修業をしており、セント・フォース関西所属のタレントとしても活動していた経歴がある。学生時代、甲子園球場でビールの売り子をしており、 1日で最高198杯も売り上げた。
2020年にNHKに入局。初任地は福井放送局。2024年4月に東京アナウンス室へ異動。
2024年4月から『NHKニュースおはよう日本』（平日5時台・隔週）担当となることが同年2月14日に発表された。

## 担当番組
☆は現在担当（出演）中 

### NHK入局前の出演

#### テレビ
- 知られざるガリバー〜エクセレントカンパニーファイル〜（テレビ東京、2020年1月18日放送）[12]

### 福井放送局時代（2020年度 - 2023年度）
- 福井県のニュース
- 情報たら福（随時リポート）（NHK福井放送局ラジオ第1放送）[13]
- Dino★ラジオ
- ウイークエンド中部（旅人：2020年12月19日）
- いっしょにNHK♪@北陸（2021年 - 2022年）[14]（不定期に北陸3県（福井・石川・富山）で放送される）[注釈 1]
- Uta-Tube（司会：2021年6月5日 - 7月）
- ショクリク～おいしい北陸、かんたんに～（司会：ラジオ第1、2022年2月27日） - 北陸3局合同（守屋瞭と共に）[15]　　　　　　　　　　　　　
  - 「幸せにはワケがある  学力トップの“タブー”」（2022年10月14日（北陸3県）、2022年11月17日（BS1）） - 司会[16]
  - 「北陸新幹線延伸まで1年　どうする? 北陸のまち」（2023年3月17日（北陸3県）、2023年4月6日（総合・NHK地域局発枠））
- ニュースザウルスふくい（キャスター：2023年4月10日 - 2024年3月22日）（小林陽広と隔週で担当）
- へんてこ生物アカデミー（2023年8月8日） - 司会
- 令和6年能登半島地震の災害報道対応による金沢放送局への応援派遣（巡回出演）
  - 能登半島地震石川県のニュース・ライフライン情報（2024年2月23日 - 26日[注釈 2]）
  - ウイークエンド中部（2024年2月24日） - 能登半島地震関連ニュース
  - おはよう石川（2024年2月26日）

### 東京アナウンス室時代（2024年度 - ）
- NHKニュースおはよう日本（5:00 - 5:59キャスター、6:55交通情報、6時 - 7時台のニュースリーダー・代行サブキャスター：2024年4月8日 - ）[11]☆
  - 2024年度は野口葵衣、2025年度は豊島実季との1週間ごとのローテーション
- 明日をまもるナビ（ナレーション：2024年4月 - ）[11]
- さわやか自然百景（ナレーション：2024年6月9日「福島 只見 ブナの森」 -  ）☆
- へんてこ生物アカデミー（2024年9月16日、2025年3月24日、4月29日） - 司会
- 犬のおしごと～ニュージーランド編～（ナレーション：2024年10月12日）
- ファミリーヒストリー（司会）
  - 小島よしお 〜ひたむきに天職を追い求めて〜（2025年2月19日）
  - 鈴木砂羽　～“自らの表現”を解き放て～（2025年3月12日）
- ワイルドライフ（ナレーション）
  - 国際共同制作　生命の挑戦　恋する生きものたち　水の世界（BSプレミアム4K：2025年5月6日、BS：2025年5月12日）

#### WEB
- 美学生図鑑